# Джустиниани, Лука
Лука Джустиниани (итал. Luca Giustiniani; Генуя, 1586 — Генуя, 1651) — дож Генуэзской республики.

## Биография
Сын Алессандро Лонго Джустиниани (бывшего дожа) и Лелии де Франки, родился в Генуе около 1586 года. Получив гуманитарное и военное образование, он получил свою первую государственную должность в 1613 году, когда в статусе префекта флота, вместе с другими представителями Республики, присутствовал на встрече с королём Людовиком XIII.
В 1620 году стал новым комиссаром крепости Приамар в Савоне, вернувшись в столицу, участвовал в работах по защите центра Генуи. С началом военных действий между Республикой и герцогством Савойским в 1625 году был комиссаром крепости Савона, а впоследствии отправлен на Корсику в качестве специального уполномоченного. В период с февраля по июнь 1626 года, в статусе посла, нанес визит уважения новому герцогу Мантуи и Монферрата Винченцо II Гонзага.
После генуэзско-савойской войны был призван руководить, вместе с другими личностями, учрежденным магистратом инквизиции.
Между 1630 и 1635 годами занимал важные государственные должности в правительстве республики: магистрате Корсики, магистрате иностранной валюте, был назначен адмиралом галер (1633), в период с апреля по май 1636 года представлял Геную при дворе папы Урбана VIII в Риме.
Летом 1637 года был избран в генуэзский Сенат, а затем в статусе чрезвычайного посла был отправлен ко двору Филиппа IV Испанского, с которым у Генуи на тот момент было немало спорных вопросов. 25 января 1639 года он вернулся в Геную, где был вновь избран в Сенат.
В июле 1644 года был повторно назначен в руководство магистрата инквизиции, а 21 июля был избран дожем, 107-м в республиканской истории, а также королём Корсики.

### Правление
Его назначение было не бесспорным: 159 голосов были поданы в его пользу, 153 - в пользу Джакомо Тозо Де Франки, это позволяет сделать вывод, что его избрание было результатом своего рода компромисса между двумя основными группировками дворянства ("старой" и "новой" знатью).
Как и некоторые из его предшественников, дож Джустиниани занялся экономическим возрождением республики и укреплением флота, а также пытался выйти из зависимости от Испании.
Срок полномочий Джустиниани закончился 21 июля 1646 года и был избран пожизненным прокурором. Среди его последних должностей - пост судьи (1650), вместе с Джованни Баттиста Ломеллини, на процессе против аристократов Стефано Раджо (приговорен к смерти) и Джан Паоло Бальби (сослан).
Сраженный лихорадкой Лука Джустиниани умер в Генуе 24 октября 1651 года. Его тело было погребено в церкви Санта-Мария-ди-Кастелло, рядом с его отцом Алессандро Лонго Джустиниани.